# Serraca glos
Serraca glos är en fjärilsart som beskrevs av Louis Beethoven Prout 1914. Serraca glos ingår i släktet Serraca och familjen mätare. Inga underarter finns listade i Catalogue of Life.